# 聊斋电视系列片
《聊斋》，又名《聊斋电视系列片》，是中国大陆一部大型古装电视系列剧，由福建电视台、南昌影视创作研究所于1987年起拍摄制作，边拍边播，历经三年而毕。该剧以蒲松龄的小说《聊斋志异》为素材，荟萃了广为流传、脍炙人口的生动故事。原计划为50篇共80集，实际播出为47篇共72集（有2集的为27篇计54集，有1集的为16篇计16集，有2篇组成1集的为4篇计2集）。
网络盛传的74集版本实则把2篇组成1集的那两集重新拆分为4集；75集版本则是加上被删除的《水莽草》。

## 制作
- 长度：50篇，共80集（有几篇被删，如《水莽草》等，成片为47篇，共72集）
- 总监制：俞月亭
- 艺术总监：张刚
- 剧本统筹：李栋
- 总制片：刘印平
- 总制片助理：杨志良、刘毅、王峰
- 艺术顾问：苏里
- 文学顾问：袁世硕
- 美术顾问：丁辰
- 剪辑顾问：兰为洁
- 主题歌：《说聊斋》（作词：乔羽，作曲：王立平，演唱：彭丽媛）
- 配乐：中央乐团
- 片头题名：范曾、曹禺
- 录制委员会主任：文怀沙、王朝闻、王太华、冯至、阳翰笙
- 录制委员会顾问：范曾、何少川、苗枫林、姜椿芳、曹禺
- 拍摄单位：福建电视台、南昌电影电视创作研究所

## 剧目
| 剧目名            | 集数 | 编剧   | 导演           | 分篇歌曲                                                      | 主要演员 |
| ----------------- | ---- | ------ | -------------- | ------------------------------------------------------------- | --- |
| 辛十四娘          | 2    | 彭名燕 | 谢晋           |                                                               | 辛十四娘（郑爽） 冯子平（周野芒） 楚公子（吕凉） 鬼郡君（颜美怡） 老家人（袁之远） 禄儿（袁鸣） 酒店老板（铁牛） 辛父（周志俊） 楚夫人（杨昆） 梅儿（毕晓青） 白衣少女（张琴） 辛儿（李韡良）                                                                      |
| 阿绣              | 2    | 王一民 | 傅敬恭         | 《离别愁》、《看不透》、《心连心》                            | 阿绣（赵静） 刘子固（万中良） 刘安（虞桂春） 刘母（史淑桂） 狐仙（宦柳媚） 舅父（乔奇） 舅母（凤凰） 店主（于明德） 姚老板（安振古） 账房（陆野） 玲嫂（袁嘉兰）                                                                                                   |
| 贾奉雉            | 2    | 李栋   | 李长功         |                                                               | 贾奉雉（达式常） 贾夫人（吴海燕） 郎生（夏军） 贾祥（曹铎） 吴氏（董正维） 秦氏（吴芸芳） 贾士通（刘非） 冯大人（铁牛） 钱师爷（李斗） 老神仙（袁知远） 冯学台（倪东海） 县官（杨柳亭） 老渔翁（徐才根） 贾杲（虞杰） 贾彪（周达国） 石榴（陈莎莎）                |
| 婴宁              | 2    | 周毅如 | 徐俊泰         | 《天荒地老留真情》                                            | 婴宁/狐母（王伶群） 王子服（卢伟强） 王母（段日丽） 吴生（陈雪松） 秦吴氏（王洪甫） 老张（李如华） 小梅（李豫萍） 刘妈（徐丰） 县官（王剑泉） 胡二（李乐源） 胡父（黄启荣） 小荣（赵娟娟）                                                                         |
| 封三娘            | 2    | 毕必成 | 中叔皇         | 《人狐情》                                                    | 封三娘（金梦） 范十一娘（陈莎莎） 孟安仁（高亮） 范祭司（娄际成） 范夫人（周萍） 二婶（朱莎） 秋儿（何 莉） 春儿（苗蔚青） 知府（周志青） 王若虎（倪东海） 随员（李斗） 相面人（曹秋根）                                                                           |
| 阿宝              | 2    | 毕必成 | 肖朗、邱丽莉   |                                                               | 阿宝（郑晖） 孙子楚（熊大桦） 李昌（李琦） 老仆（汤元强） 筠儿（蔡飞鹂） 王员外（吴杰） 王夫人（李爱莉） 赵公子（厉宁） 媒婆（徐子明） 巫婆（裘永菁） 阎王（张德义） 赵知府（黄二彭）                                                                              |
| 鹦鹉奇缘/阿英     | 2    | 周毅如 | 杨志良、陈家林 | 《踏青》、《水调歌头》                                        | 阿英（张力） 甘珏（李钢） 甘玉（崔维宁） 温氏（李建群） 秦吉了（姬洁） 红衣女子（陆玲） 黄衣女子（唐世清） 姜氏（蔡洁） 甘父（鲍继宇） 甘珏(童年)（夏军） 黄媒婆（颜淑兰） 恶汉（汤志江）                                                                          |
| 云翠仙            | 2    | 盛曼姝 | 张仲年         |                                                               | 梁有才（吕凉） 云翠仙（于慧） 王海（丹宁军） 小三（王杰） 胡来（倪豪） 小玉（钱素珍） 云母（王梦云） 舅母（童正维） 舅父（薛沐） |
| 窦女情仇/窦氏     | 2    | 盛曼姝 | 孙羽           | 《山歌》、《人心不可欺》                                      | 窦女（茹萍） 南三复（苏再强） 许道长（黄景春） 窦父（杨昌偕） 冯甲（谢宝根） 小厮（张 辉） 顾公子（温海波） 刘嫂（刘文玉） 金小姐（雷小风） 县令（刘利民） 金员外（张玉龙） 曹氏女（胡玖） 姚孝廉（江锦前）                                                        |
| 西湖主            | 2    | 赵大年 | 王扶林、朱晓渝 | 《苦乐参半》                                                  | 陈明允（钟浩） 西湖公主（孙立耘） 陈妻（黄小韵） 绿珠（马春慧） 小二（侯华） 小俞女官（黄梅韵） 贾平将军（方焕章） 太妃（倪桂华） 陈太公（李德权） 陈太婆（胡世淼）                                                                                                |
| 花仙奇缘/葛巾     | 2    | 吴良训 | 王俊洲         | 《莫疑猜》                                                    | 常大用（楚宏伟） 葛巾（邹熠熠） 玉版（郭 燕） 桑姥姥（刘小兰） 陶仁贤（黄力） 常母（张启萍） 常大器（迟涛） 赵老汉（孙浩） 书童小虎（杨虎） 洛阳知府（王浚州） |
| 地府娘娘/锦瑟     | 2    | 王一民 | 刘印平         | 《夜伴断魂》                                                  | 锦瑟（李媛媛） 王沂（张民权） 春燕（鲁瑛） 老醉头（夏天） 瑶台（彭名燕） 兰氏（屠茹英） 贾中（刘印平） 何老大（端木和林） 秋生（唐国光） 小翠（范小波） 卖线女（唐洁）                                                                                             |
| 陆判              | 2    | 王一民 | 牛奔           | 《难辨》                                                      | 朱尔旦（王强） 陆判（马戈） 王氏/吴小姐（陈怡） 朱兴（杨宁智） 吴御史（刘非） 吴夫人（王娟） 张公子（于振寰） 吴公子（邢丹） 高秀才（岳红军） 胖秀才（韦志远） 矮秀才（边玉凡） 李志鹏（王侃） 菁儿（冯琴） 香儿（何翠梅）                                         |
| 书痴              | 2    | 王一民 | 李歇泰         |                                                               | 郎玉柱（谷亦安） 颜如玉（黄超） 郎母（孟谦） 郎冬生（于明德） 书仙姐姐（刘苏） 郎父（孙吉祥） 知县（任广智） 幕僚（陆野） 郎福顺（许教靖） 无赖（夏志祥） |
| 鲁公女            | 2    | 李栋   | 张亮           | 《人鬼情未了》、《生死约》                                    | 张于旦（马广儒） 鲁飞飞/陈小姐（张丽玲） 王生（邱燕昆） 铁拐李（关德俊） 何仙姑（陈爱武） 陈员外（方茂林） 陈夫人（王娟） 王二嫂（杨亚琼） |
| 狐仙驯悍记/马介甫 | 2    | 肖尹宪 | 张刚           |                                                               | 尹氏（岳红） 马介甫（祝新运） 杨万石（沈伐） 杨万钟（牛犇） 杨父（高保成） 刘氏（高英） 王氏（巢萍） 胖奴（姚二嘎） 倩儿（林南） 书僮（钱如鹤） 喜儿（宗兴） |
| 八大王            | 2    | 李栋   | 达式彪         | 《酒歌》                                                      | 八大王（仲星火） 冯权（王建为） 冯妻（成梅） 黄二娘（闵惠琴） 肃王三公主（纪海英） 肃王（陆野） 阿福（高超） 春兰（林霞） |
| 连琐              | 2    | 杜小鸥 | 于仲英         |                                                               | 连琐（施萍） 杨于畏（杨宁） 王举（李国梁） 薛公子（殷敦荣） 老郎中（叶勇） 皂隶（陈建军） |
| 峨嵋一笑/连城     | 2    | 李栋   | 张仲年         | 《娥眉一笑》                                                  | 连城（陈红） 乔大年（阮志强） 蔡三婶（温毓君） 史孝廉（李又子） 史凌云（章苏国） 史夫人（何琼） 西域头陀（张宝贵） 宋县令（蒋正勤） 顾正（崔正闽） 乔忠（王庸） 王化成（徐小帆） 王天寿（胡久明） 管家（欧存孝） 宾娘（卢桦） 掌柜（吴有熙） 丫头（施建玲）        |
| 田七郎            | 2    | 孟森辉 | 刘印平         |                                                               | 武承休（王熙岩） 田七郎（姚祖福） 武恒（高博） 赵老爷（白穆） 唐知县（夏天） 田母（周谅量） 武绅（唐国光） 李应（王敦耀） 林儿（王卫） 狗儿（石磊） 钱大爷（刘印平） 贾二爷（王干一） 李公子（陈玉臣） 王氏（朱琪敏） 田妻（张丽萍） 师爷（韩芳春） 管家（石安乐） |
| 乔女              | 2    | 闫丰乐 | 张亮           | 《乔女赞》                                                    | 乔女（赵凤霞） 孟生/孟乌头（徐少华） 县官（宋戈） 一溜风（孙翠萍） 林生（赵学贤） 孟母（金文英） 乌头妻（杨世华） 乔母（赵秀荣） 穆子（徐显辉） 乔二妮（蓝香萍） 穆生（吴宏厚） 老板娘（程淑华）                                                                   |
| 梅女              | 2    | 钱浩星 | 火龙           | 《十六年》                                                    | 梅女（瞿颖） 容容（马晓晴） 看庙老头（顾岚） 封云亭（郭振云） |
| 狐侠/红玉         | 2    | 李栋   | 张亮           | 《情思如麻》、《剑客歌》、《侠骨柔肠》                        | 冯相如（张弓） 红玉（叶丽燕） 卫氏（叶蕾） 冯松（汤元强） 剑客（关德俊） 福儿（廖方韵） 小福儿（愈斯阳） 仙翁（孙西岳） 乞丐（何怡钟） 宋子高（靳海涛） 黄金龙（曹永祥） 丁管家（张培田） 钻天老鼠（齐忠坤） 小妾（朱海梅）                                        |
| 莲香              | 2    | 苏叔阳 | 张刚           | 《只要爱长久》                                                | 莲香（薛淑杰） 桑晓（熊大桦） 李小姐（周晓芬） 章员外（鲁林） 章夫人（黎尚） 章燕儿（方芳） 霍公子（黄国强） 霍 三（钱如鹤） 婆子甲（徐） 婆子乙（赵玉华） 丫环（吕蔷） 家人（邱正保）                                                                             |
| 鬼宅/小谢         | 2    | 杜小鸥 | 于仲英         | 《绿娘小曲》                                                  | 曹望三（夏军） 小谢（孙继红） 秋容（冯翎） 蔡池碧（严蒴） 姜部郎（章健） 蔡由之（丁嘉元） 孟皓天（蔡荣军） 绿娘（郭元） 孟至（陆野） 道士（杨宝河） 蔡子经（王志成）                                                                                               |
| 香玉              | 2    | 李国志 | 任豪           | 《花园相会》、《哭香玉》                                      | 香玉（高建华） 黄明磊（陈健） 绛雪（郑益萍） 花神（唐乃芳） 老道长（雷仲谦） 兰御史（王建国） 老管家（朱玉琛） 武则天（兰瑛） 老妪（崔志英） 山神（毛百川） 山妖（李进业） 道童（吉来）                                                                            |
| 娇娜              | 2    | 周毅如 | 贾士宏         | 《蝶恋花》                                                    | 孔雪笠（黄国强） 娇娜（王玉兰） 香奴（李淑云） 皇甫公子（宋立志） 松姑（袁曼芬） |
| 袖中奇缘/巩仙     | 1    | 周毅如 | 贾士宏         | 《相思梦》、《梦里无寻处》、《袖里乾坤》                      | 巩道人（温海波） 尚温如（张秋君） 陈惠秀（毛琳） 鲁王（刘玲玲） 胖太监（吴逢春） 张嫂（周勇） 秀生（王凌霄） |
| 金钏奇情/王桂庵   | 1    | 盛曼姝 | 从连文         |                                                               | 王桂庵（林康） 孟芸娘（林俐） 玉龙（张建刚） 王福（李寿松） 庭月（唐 勇） 孟江篱（陈尚志） 算命先生/莫老汉（张捷） 王夫人（李伟） 徐太仆（赵献文） 莫婆婆（郑秀芬） 桂庵姐（胡宗萍） 来寿（刘敏） 王寄生（姜河）                                                   |
| 翩翩              | 1    | 盛曼姝 | 周生伟         | 《美景良辰》、《游子意》                                      | 翩翩（方青子） 罗子浮（王耀晋） 花城娘子（卢玲） 雅云（刘波） 老汉（曲原） 秋云（蔡飞鹂） |
| 鸦头              | 1    | 肖尹宪 | 王庸           | 《离别悲》、《有爱溢心胸》、《妩媚鉴后人》                    | 鸦头（孙继红） 王文/王孜（李建华） 赵东楼（赵小元） 僮儿（叶平） 幼年王孜（朱旦婷） |
| 无头案            | 1    | 赵清锐 | 潘奔           |                                                               | 费县令（佟瑞敏） 贾氏（徐玉兰） 胡成（周嘉陵） 周布仁（吴尔朴） 冯安（张绶龄） 钱氏（何彩霞） 李福（周志俊） 阿牛（王敦耀） 王伍（陈荣华） 白发老妇（周梦雷） |
| 司文郎            | 1    | 李栋   | 向林           |                                                               | 宋生（王新民） 王平子（冉平生） 余杭生（陈力） 试官（高永钦） 瞎僧（陈尚志） |
| 冥间酒友/王六郎   | 1    | 孟森辉 | 李家模         | 《生死谊》                                                    | 许大（李国华） 王六郎（许春林） 许妻（凌宗英） 店主（韩焕松） 张大爷（李文斌） 店小二（姚飙） |
| 花姑子            | 1    | 赵大年 | 周生伟         | 《爱歌和鸣》                                                  | 花姑子/蛇精（何晴） 安贡生（霍联华） 花父（曲原） 安母（王梅芬） 阿二（段建军） 阿四（叶孜云） |
| 荒山狐女/张鸿渐   | 1    | 赵大年 | 潘奔           | 《共度悲欢在画楼》、《留给人间是温柔》                        | 张鸿渐（佟瑞敏） 施舜华（周晓芬） 方氏（施萍） 施妈妈（康宁） 恶少（施一强） 解差甲（周嘉陵） 解差乙（王敦耀） |
| 瑞云              | 1    | 肖尹宪 | 李兰发、赵焕章 | 《几多情》                                                    | 瑞云（徐晶晶） 贺生（何政军） 嬷嬷（朱莎） 白衣秀士（毛示范） 和生（张强） 小红（丽目） 胖嫖客（李兰发） |
| 生死情/章阿端     | 1    | 毛秉权 | 李兰发、赵焕章 |                                                               | 戚生（丁嘉元） 戚夫人（盛亚人） 章阿端（石慧萍） 男仆（牛犇） 老鬼婆（舒金生） 胖婆（乔郅） 丁儿（沈勇） 怪老头（王苏） 杂役（徐鸣；陈同炯） |
| 仙媒/彭海秋       | 1    | 毛秉权 | 贾士宏         | 《月下独酌》                                                  | 彭海秋（康保民） 彭好古（王志刚） 娟娘（解蕾） 邱生（杨树梁） 彭母（周勇） 通判（陈水金） 彭姐（袁曼芬） 吴衙内（喻国煌） |
| 公孙九娘          | 1    | 毛秉权 | 从连文         | 《旧罗裙》                                                    | 公孙九娘（凌宗英） 吕生（李虎城） 朱生（李军） 笙姑（刘洁） 老和尚（韩焕松） 书僮（赖海东） 小沙弥（余兴兵） 吴大娘（郑万彬） 公孙婆（刘应碧） 三婶（王鸣） |
| 荷花三娘子        | 1    | 王一民 | 徐俊泰         | 《西洲曲》、《金缕衣》、《逍遥僧》 、《美满姻缘》、《采莲曲》 | 宗湘若（蒲蔚林） 荷花三娘子（张茜） 狐女（王晓莉） 红衣少女（葛樱） 和尚（傅国祥） 田二叔（罗亮） 田二婶（袁楚萍） 牛仔（江源） |
| 杀阴曹/伍秋月     | 1    | 王一民 | 华鉴昌、魏晓海 | 《斩阎罗》                                                    | 王鼎（马崇乐） 伍秋月（陈宇虹） 王鼐（赵春明） 店老板（丁茂森） 柳夫人（杨佩婷） 老板娘（樊爱莉） |
| 细侯              | 1    | 林戈明 | 向林           | 《青青河边草》、《难觅故踪》、《相思》                        | 细侯（彭静） 满文贞（李毅） 贾盛财（韩焕松） 昭儿（王亚玲） 卖花嫂（温琼如） 戚妈妈（张筱玲） 刘秋孟（付驹） 媒婆（乐原） 顽童（杨帆） 刘朝甄（李寿松） |
| 雨钱              | 1    | 赵大年 | 卢萍           | 《笑，笑，笑》                                                | 李 生（段攻） 毛姑（耿歌） 老狐仙（张焕） 仆人（张皆兵） |
| 佟客              | 1    | 苏叔阳 | 卢萍           | 《立志》、《夸耀》、《从头跨》                                | 佟 客（凌云） 董壮士（杨鸣健） 董父（糜曾） 董妻（李颖） |
| 良琴知己          | 1    | 李栋   | 黄玲           | 《月满西楼》                                                  | 程乘鹤（李西林） 李自甘（何卫安） 李妻（陈淑和） 程夫人（郭玉华） |
| 骂鸭              | 1    | 杜小鸥 | 于仲英         |                                                               | 周小妹（徐利丽） 张三（陈彤） 周阿伯（曲元） 张三妻（李莉） |